# Ковыжев (Лельчицкий район)
Ковыжев (бел. Кавыжаў) — деревня в Лельчицком районе Гомельской области Белоруссии. В составе Стодоличского сельсовета.
На севере торфяной заказник местного значения «Лохницкое», на западе торфяной заказник «Луговой».

## География

### Расположение
В 15 км на юг от Лельчиц, 80 км от железнодорожной станции Ельск (на линии Калинковичи — Овруч), 257 км от Гомеля.

### Гидрография
На севере и востоке мелиоративные каналы, соединённые с рекой Уборть (приток реки Припять).

## Транспортная сеть
Транспортные связи по просёлочной, затем автомобильной дороге Симоничи — Валавск. Планировка состоит из почти меридиональной ориентации улицы, которая на севере поворачивает в северо-западном направлении. Застройка деревянная, неплотная, усадебного типа.

## История
Основана в начале XX века переселенцами из соседних деревень. Здесь проживали представителями родов Липских и Невмержицких, потомков местной заушской шляхты (Околичная шляхта). По воспоминаниям потомков, им принадлежало до 150 гектаров земли, включая собственный лес. По сути, это было подобие существовавших в XV - XVIII веках в этих приграничных землях застенков — обособленных поселений семейных кланов околичной шляхты, воинского сословия Литвы (Речи Посполитой). В 1931 году жители Ковыжева вступили в колхоз. В середине 30-х годов XX века, в условиях коллективизации и набиравших силу репрессий, многие жители поселения уехали на Урал, в Сибирь и на Дальний Восток, опасаясь за свою жизнь. (На новых местах жительства в 1937-1938 годах большинство мужчин всё равно были осуждены на длительные сроки либо расстреляны в рамках печально известной "Польской операции" НКВД).
Во время Великой Отечественной войны в июне 1943 года оккупанты сожгли деревню и убили 10 жителей. Согласно переписи 1959 года в составе совхоза имени И. В. Мичурина (центр — деревня Гребени). 
До 1 декабря 2013 года деревня в составе Гребеневского сельсовета. 

## Население

### Численность
- 2000 год — 16 хозяйств, 24

жителя.

### Динамика
- 1940 год — 15 дворов, 54 жителя.
- 1959 год — 186 жителей (согласно переписи).
- 2000 год — 16 хозяйств, 24 жителя.
- 2020 год — 0 хозяйств, 1 человек.